# Panny Nikas
Panagiotis „Panny“ Nikas (* 27. Juli 1988 in Kogarah) ist ein australischer Fußballspieler mit griechischen Wurzeln.

## Karriere
Nikas spielte 2008 für Penrith Nepean United in der NSW Premier League und wechselte zur Saison 2009 zum Ligakonkurrenten Sutherland Sharks. Er gewann mit den Sharks im selben Jahr die Meisterschaft und wurde nicht zuletzt aufgrund seiner 14 Saisontreffer am Saisonende in das „2009 Football NSW All Star team“ gewählt. Im Sommer 2009 wechselte Nikas in das Nachwuchsteam der Central Coast Mariners und fungierte als Mannschaftskapitän in der National Youth League. Mit zwölf Saisontoren war er entscheidend am Erreichen des ersten Platzes der Regular Season beteiligt, scheiterte mit der Mannschaft dann aber im Halbfinale der Meisterschafts-Play-offs. Von den Spielern der Liga wurde er zum besten Spieler der Saison 2009/10 gewählt.
Anfang Dezember 2009 unterschrieb der Mittelfeldakteur bei den Mariners einen Profivertrag für die restliche Saison, nachdem der Vertrag von David D’Apuzzo aufgelöst worden war. Sein Profidebüt in der A-League gab er per Einwechslung am 31. Dezember 2009 gegen Wellington Phoenix. Trotz seiner Leistungen in der Nachwuchsliga, erhielt Nikas vom neuen Trainer Graham Arnold am Saisonende kein Vertragsangebot für das Profiteam; für einen Platz im Jugendteam war er mit Ablauf der Saison zu alt. Nach seinem Abgang bei den Mariners hielt sich Nikas für einige Monate bei den Sutherland Sharks fit, bevor er in die A-League zurückkehrte und einen Vertrag bei North Queensland Fury unterzeichnete. Der Klub musste nach Finanzproblemen zur Saison 2010/11 einen großteils neuen Kader zusammenstellen.
Nikas kam in den ersten zwölf Ligapartien von North Queensland nur einmal zum Einsatz, erst nachdem er am 10. November gegen Melbourne Heart bei der 2:3-Niederlage sein Startelfdebüt gegeben und einen Treffer vorbereitet hatte, gehörte er für den Großteil der restlichen Saison zur Stammmannschaft. Seinen einzigen Saisontreffer erzielte er im Januar 2011 bei einer 1:8-Niederlage, der bis dahin höchsten Niederlage einer A-League-Mannschaft, gegen Adelaide United. Die Leistungen der Mannschaft waren bereits ab Mitte Dezember abgefallen, nachdem ernsthafte Zweifel am Fortbestand des Klubs über das Saisonende hinaus aufkamen. Am 1. März 2011 entzog der australische Verband schließlich North Queensland Fury die Lizenz und Nikas' Vertrag wurde gegenstandslos.
Nikas ging daraufhin erneut zurück zu den Sutherland Sharks, die angestrebte Rückkehr in den Profifußball gelang Nikas seither nicht; ein Wechsel zum chinesischen Klub Henan Jianye materialisierte sich nicht.